# Michael Dooley

Blason de Mgr Dooley.

Michael Joseph Dooley, né le 13 décembre 1961 à Invercargill en Nouvelle-Zélande, est un prélat néo-zélandais, évêque de Dunedin  installé depuis le 27 avril 2018.

## Biographie

### Formation
Michael Dooley est le fils de Joseph Dooley et de son épouse, née Mary Hogan. Il fait ses études à la Heddon Bush Primary School et au Central Southland College de Winton. Il suit un apprentissage de machiniste, avant d'entrer à l'université d'Otago pour entamer des études de théologie et suivre la formation du Holy Cross Seminary, tenu par les lazaristes. Il est ordonné prêtre le 13 décembre 1989.

### Prêtre
Après son ordination, Michael Dooley est affecté comme vicaire à la basilique Sainte-Marie d'Invercargill et à Gore. Après avoir obtenu une maîtrise de théologie du College of Divinity de Melbourne, il devient curé d'une paroisse de Mosgiel et directeur du centre de formation Holy Cross. Ensuite, il est formateur et directeur spirituel au Holy Cross Seminary qui a déménagé à Auckland. De retour au diocèse de Dunedin, l'abbé Dooley est curé de paroisse à Mosgiel et à Green Island. Il est nommé vicaire général du diocèse en 2016.

### Évêque
Michael Dooley est nommé par le pape François évêque de Dunedin, le 22 février 2018, pour succéder à Mgr Colin Campbell, démissionnaire pour raison d'âge. Il est consacré le 26 avril suivant au Town Hall de Dunedin par son prédécesseur et installé à la cathédrale le lendemain. Il doit faire face à une situation inquiétante pour l'Église catholique dans ce diocèse, où les vocations disparaissent et le nombre de baptêmes diminue.

## Positions
Mgr Dooley affirme comme le pape François que l'Église ne doit pas adopter une attitude de forteresse assiégée, mais doit s'engager dans un dialogue avec le monde pour lui délivrer un message positif, en lui offrant l'Évangile, dans la vie quotidienne de tous les gens, en prenant la défense des plus vulnérables et des pauvres. C'est ce dernier aspect qui le concerne le plus, selon le souhait du pape. Mgr Dooley a également affirmé son opposition à l'euthanasie.